# Korada
Korada (tudi Kobalar) je hrib v Sloveniji, ob meji z Italijo. Vrh je visok 812 metrov. Hrib, ki je del Kanalskega kolovrata, leži v Občini Kanal ob Soči, 13 kilometrov severno od Nove Gorice.
V bližini vrha stoji cerkev svete Geltrude (S. Gendra) in alpsko zatočišče, zgrajeno na temeljih vojaških zgradb iz časa prve svetovne vojne.
Na vrhu se nahaja državna geodetska točka 0. reda - KDA1.
1. ↑  »O mreži 0. reda«. Omrežje SIGNAL. Pridobljeno 15. januarja 2025.